# Chiesa di San Jacopo al Girone
La chiesa di San Jacopo al Girone si trova a Fiesole in località Girone, un borgo lungo la sponda nord dell'Arno, tra Le Sieci e Rovezzano.

## Storia e descrizione

### Origini

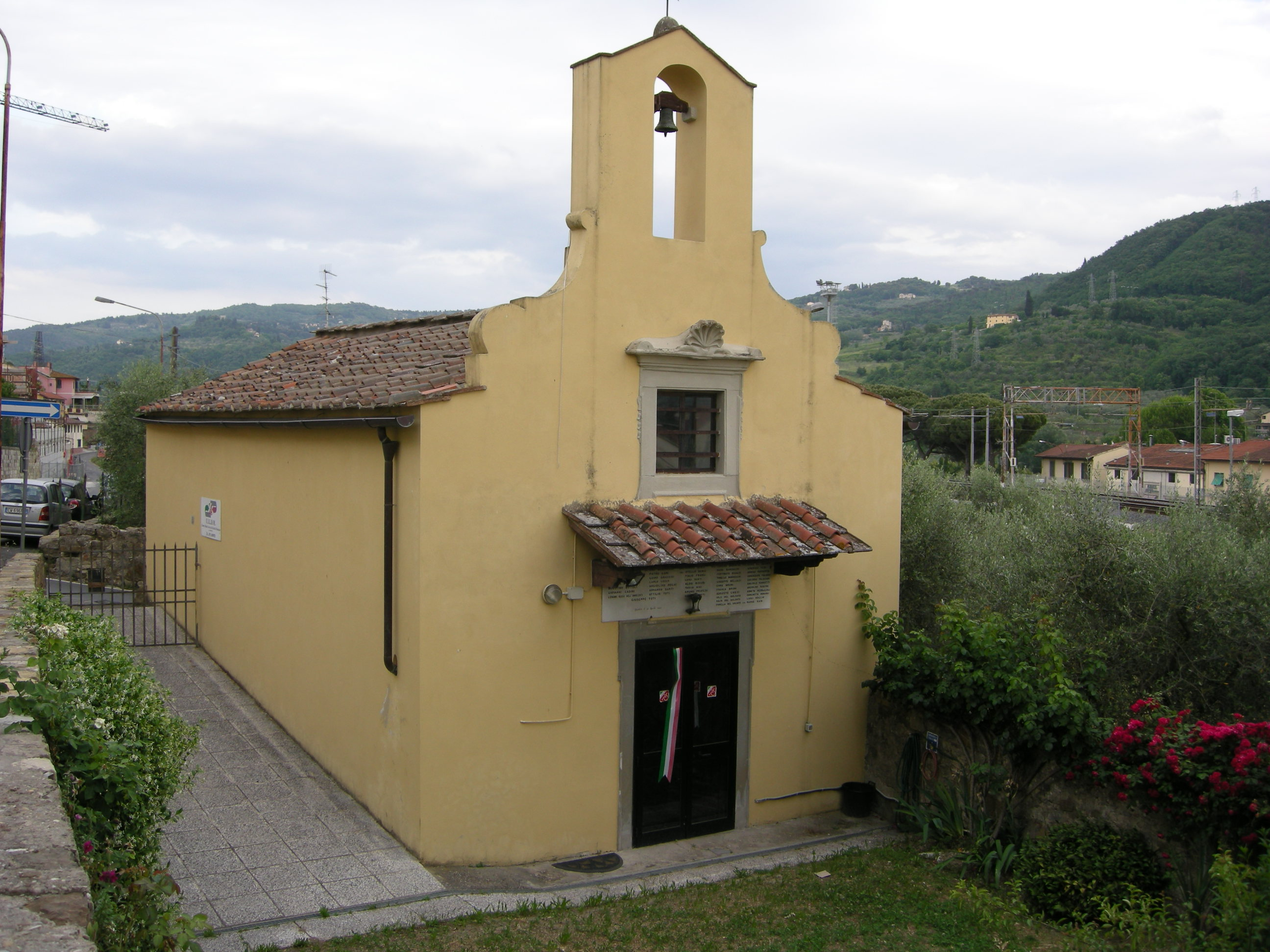
La vecchia chiesa di San Jacopo al Girone

Nel XIII secolo, esisteva già la rettoria di S. Jacopo al Girone, situata nell'omonimo borghetto, come suffraganea della pieve di Remole. Il toponimo "Girone" derivava dall'ansa che il fiume Arno forma, curvando verso Firenze. Un "hospitium" per viaggiatori e pellegrini era documentato al Girone già nel 1201, e la rettoria veniva ulteriormente attestata nel 1477. Già nel tardo Duecento, si conosce una tavola dipinta per questa chiesa, una  Madonna in trono col Bambino e l'Annunciazione, oggi nel Museo diocesano di Santo Stefano al Ponte. La chiesa, descritta come "di forma antichissima, con mura di filaretto" (secondo Guido Carocci), era sotto il patronato della famiglia Donati. Nel 1591, però, a causa della ridotta popolazione, la chiesa non era più parrocchiale e la zona veniva inclusa nel 'popolo' di San Pietro a Quintole.
Il piccolo oratorio, sconsacrato, si trova oggi oltre la ferrovia e la via Aretina Nuova, lungo via San Jacopo.

### Ricostruzione

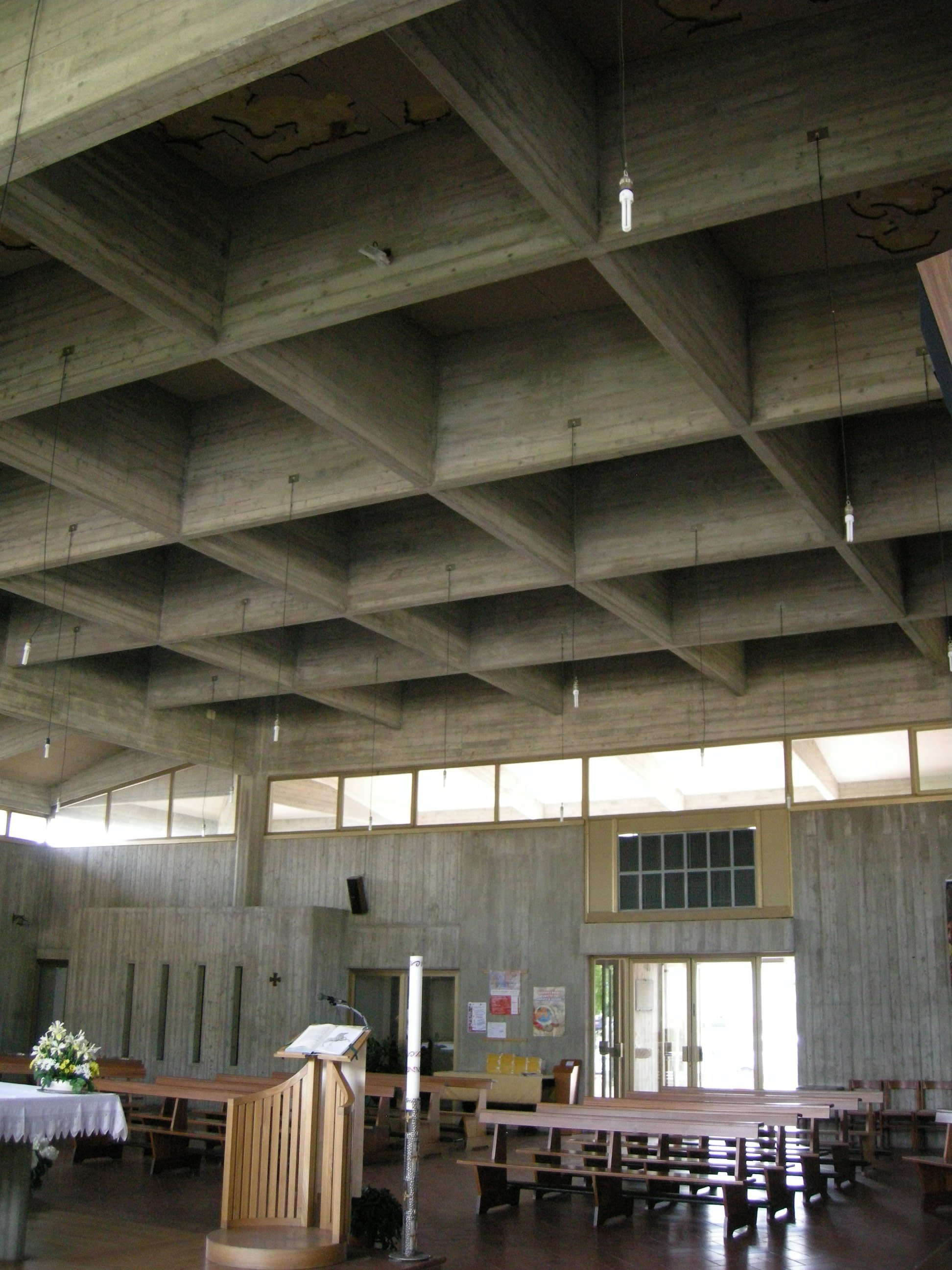
Interno

Dagli anni 1960, con l'espansione edilizia della zona del Girone, divenne evidente la necessità di una nuova chiesa per soddisfare l'aumentata popolazione. Nel 1983, venne redatto il progetto per l'edificio sacro da parte dell'architetto Sirio Pastorini, in stile brutalista. I lavori di costruzione iniziarono quello stesso anno. Nel 1985, la costruzione della nuova chiesa era ormai completata nella sua struttura fondamentale, e il 15 dicembre dello stesso anno venne inaugurata dall'arcivescovo fiorentino Silvano Piovanelli. L'anno successivo, nel 1986, venne istituita la nuova parrocchia di San Jacopo al Girone, che ottenne riconoscimento civile nel novembre dello stesso anno. 
La precedente parrocchia di San Pietro a Quintole fu soppressa il 15 luglio, e alla nuova parrocchia di S. Jacopo fu annesso anche il territorio della chiesa di San Martino a Terenzano. I lavori per completare la chiesa continuarono fino al 1987, e la chiesa fu finalmente consacrata il 26 febbraio 1989 da Mons. Piovanelli.
Nel frattempo, tra il 1986 e il 1990, vennero realizzati gli arredi pittorici della chiesa. Il pittore Ermanno Toschi, che aveva il suo studio nella parrocchia, realizzò per S. Jacopo opere come il San Giovanni Battista, il Figliol prodigo e la Via Crucis. Inoltre, Carmelo Puzzolo eseguì una Crocifissione su tavola, completando così l'allestimento artistico della nuova chiesa.